# Ross Perot

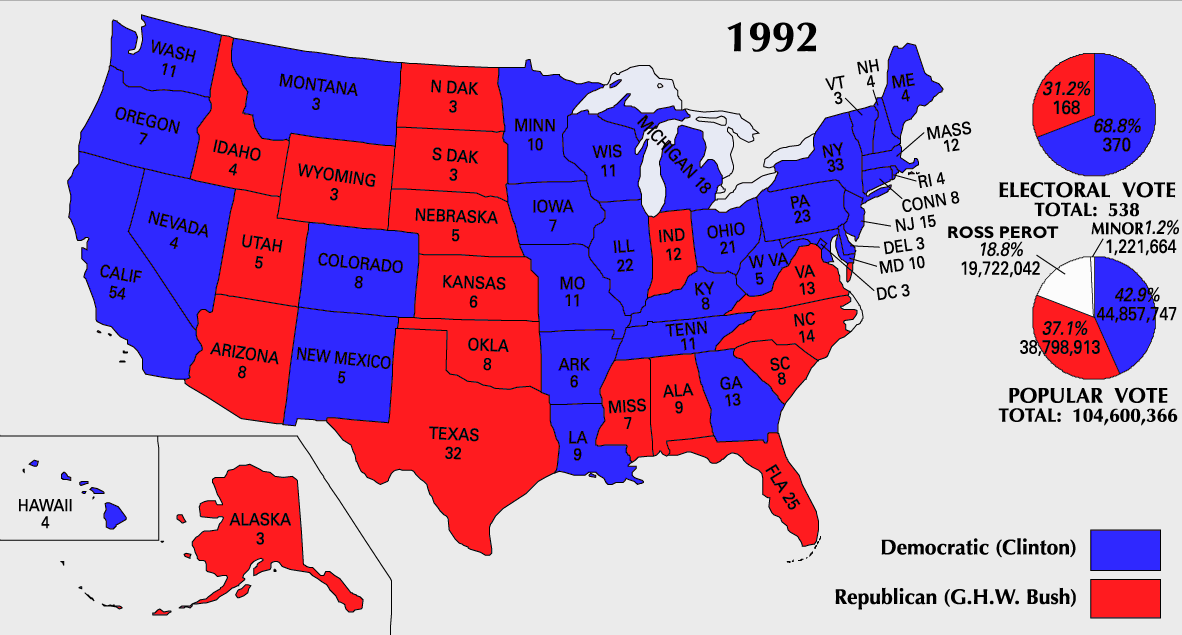
Resultatet i valet 1992. Den vita andelen anger Perots röster.

Henry Ross Perot, född 27 juni 1930 i Texarkana i Texas, död 9 juli 2019 i Dallas i Texas, var en amerikansk affärsman i IT-branschen som ställde upp i presidentvalen i USA 1992 och 1996. Perot var en av USA:s rikaste personer.
Efter en tid i USA:s flotta inledde Perot sin näringslivskarriär som försäljare på IBM, men slutade efter att han inte fick fler datorer att sälja efter att han snabbt uppnådde sitt årsmål. 1962 grundade han företaget Electronic Data Systems (EDS), och fick netto cirka 1,5 miljarder dollar när han sålde det till GM 1984. Han startade sedan Perot Systems, som Dell köpte 2009 för 3,9 miljarder dollar.
1978, strax före iranska revolutionen, satt två EDS-anställda fängslade av den iranska shahregimen till följd av en kontraktstvist. Perot organiserade och finansierade då fritagning av dem. Fritagningsstyrkan leddes av en pensionerad överste från U.S. Army Special Forces. När styrkan inte kunde hitta något sätt att komma åt de fängslade personerna beslöt de att vänta på att en ayatollavänlig revolutionär folkskara skulle storma fängelset och släppa ut alla 10 000 fångar, där många var politiska fångar. De två fångades sedan upp av fritagningsstyrkan och smugglades ut via Turkiet. Fritagningen blev grunden för en bästsäljande bok av Ken Follett, On Wings of Eagles (i svensk översättning Fritagningen), som också filmatiserades i form av en miniserie.
Aktionen gjorde honom till en smärre nationell hjälte i samband med den i övrigt stora förödmjukelse som präglade USA i samband med den senare revolutionen. I kombination med hans starka ekonomiska bas - han var vid denna tid en av landets 100 rikaste personer - var hans position en given språngbräda för en politisk karriär. Hans politiska åskådning var till största del libertariansk, och han åtnjöt stort stöd från såväl republikanska finansintressen som liberala demokrater.

## Presidentvalskampanjer
1992 ställde han upp som oberoende kandidat och slutade med 18,9 procent av rösterna på tredje plats, efter att tidigare ha lett i opinionsmätningar över både dåvarande presidenten George H.W. Bush och demokraternas utmanare Bill Clinton med 39 procent mot 31 procent respektive 25 procent. Han vann inga elektorsröster, men slutade som tvåa med viss marginal i Maine och Utah. Perots vicepresidentkandidat var James Stockdale.
1996 fick han 8,4 procent av rösterna som kandidat för det libertarianska Reform Party.
Hans valresultat 1992 är dock det bästa en tredjepartskandidat fått sedan 1912, då den tidigare presidenten Theodore Roosevelt efter att ha misslyckats vinna den republikanska nomineringen ställde upp som progressiv oberoende kandidat.

### Fotnoter
1. ↑  SNAC, SNAC Ark-ID: w6sj2bpb, läs online, läst: 9 oktober 2017.[källa från Wikidata]
2. ↑  Encyclopædia Britannica, Encyclopædia Britannica Online-ID: biography/Ross-Perottopic/Britannica-Online, läst: 9 oktober 2017.[källa från Wikidata]
3. ↑  GeneaStar, GeneaStar person-ID: henryrossperoth.[källa från Wikidata]
4. ↑  Dallas Icon Ross Perot Remembered As Visionary, Philanthropist, Family Man (på engelska), KTVT, 16 juli 2019, läs online.[källa från Wikidata]
5. ↑  1972 Horatio Alger Award Winner - H. Ross Perot, Sr. (på engelska), Horatio Alger Association of Distinguished Americans, läs online, läst: 9 juli 2019.[källa från Wikidata]
6. ↑  läs online, commencement.miami.edu .[källa från Wikidata]
7. ↑  https://www.dn.se/nyheter/varlden/usas-tidigare-presidentkandidat-ross-perot-dod/
8. 1 2  H. Ross Perot, Sr., Forbes, läst 2015-08-19
9. ↑  Follett, Ken; Torsson Staffan (1983). Fritagningen. Stockholm: Bonnier. Libris 7146694. ISBN 91-0-045829-5